# Arco-Palais
Le Palais Arco est un bâtiment commercial situé dans la vieille ville de Munich, au numéro 7 de la Theatinerstraße. Avec le bâtiment du 4 Maffeistraße, il est inscrit comme monument architectural sur la liste des monuments bavarois.

## Histoire
Le bâtiment a été construit entre 1908 et 1910. Jusqu'en 1937, il appartenait à la lignée bavaroise de la famille Arco.
La Galerie Moderne de Heinrich Thannhauser, entre autres, avait ses salles d'exposition dans le bâtiment, dont le vestibule était décoré de fresques représentant les Quatre Saisons de Reinhold Max Eichler. La première exposition de la Nouvelle Association des Artistes de Munich (NKVM) y eut lieu en décembre 1909. La deuxième suivit en septembre 1910 et le 18 décembre 1911, la troisième exposition du NKVM s'ouvrait en même temps que la première exposition du Cavalier Bleu, qui se tenait dans le même bâtiment mais à un étage différent. La galerie Thannhauser a existé jusqu'en 1928.